# سام بولي
سام بولي (بالإنجليزية: Sam Bewley) مواليد 22 يوليو 1987 في روتوروا، هو دراج نيوزلندي. شارك في دورة الألعاب الأولمبية الصيفية وفاز بميدالية أولمبية.

## الميداليات
| الميدالية | المسابقة                                    |
| --------- | ------------------------------------------- |
| برونزية   | الألعاب الأولمبية الصيفية 2008              |
| برونزية   | الألعاب الأولمبية الصيفية 2012              |
| برونزية   | بطولة العالم لسباق الدراجات على الطريق 2012 |